# وليام كريستوفر زايسه
وليام كريستوفر زايسه (بالدنماركية: William Christopher Zeise)‏ هو عالم كيمياء من الدنمارك عاش في الفترة ما بين سنتي 1789 – 1847.
لهذا العالم فضل كبير في مجال الكيمياء العضوية الفلزية، وإليه تنسب تسمية ملح زايسه. كما أن له إسهامات رائدة في مجال كيمياء الكبريت العضوية، حيث تمكن من اكتشاف الزانثات سنة 1823.